# Eurico Lara
Eurico Lara (Uruguaiana, 24 de gener de 1897 - Porto Alegre, 6 de novembre de 1935) fou un futbolista brasiler de les dècades de 1920 i 1930.

## Trajectòria
Eurico Lara jugà tota la seva vida a un mateix club, el Grêmio Foot-Ball Porto Alegrense, on romangué entre 1920 i 1935. Va jugar el seu darrer partit el 23 de setembre de 1935, quan el seu club derrotà l'Internacional per 2-0. Per problemes cardíacs fou substituït a la mitja part, i morí al cap de dos mesos a Porto Alegre. És mencionat a l'himne del Grêmio.

## Palmarès
- Campionat de Porto Alegre: 
  - 1920, 1921, 1922, 1923, 1925, 1926, 1930, 1931, 1932, 1933, 1935
- Campionat gaúcho: 
  - 1921, 1922, 1926, 1931